# بوعبوط امدلان
بوعبوط امدلان (به فرانسوی: Bouabout Amdlane) یک منطقهٔ مسکونی در مراکش است که در استان شیشاوه واقع شده‌است. بوعبوط امدلان ۸٬۲۳۰ نفر جمعیت دارد.